# はなまるスキップ
『はなまるスキップ』は、みくるんによる日本の4コマ漫画作品。『まんがタイムきらら』（芳文社）にて、2020年4月号から6月号のゲスト連載期間を経て、2020年7月号から2022年7月号まで連載された。

## あらすじ
入学早々風邪により1週間病欠しぼっちになった小川めぐりがある日、「ぽかぽか」が好きで校内でひなたぼっこのスポットを探し中のクラスメイト星見はると出会い、意気投合しピクニック同好会を結成。自作料理の写真をSNSに投稿しネットで人気を博すシェフ子や学級委員長の藤原あやめを慕う赤井るあなどのメンバーを加え、度々波乱を起こす同好会はドタバタな毎日を送る。

## 登場人物

### 主要人物
星見 はる（ほしみ はる）
物語の主人公でありピクニック同好会会長。好きなことは寝ることとぽかぽか（日なたぼっこ）すること。高校内の「ベストぽかぽかスポット」探しで、太陽に近づこうと木に登ってうたた寝し転落。下敷きになった小川めぐりと出会い、共にピクニック同好会を発足した。登校中の寝落ちにより教室に辿り着けないため出席率が芳しくなく、当初は不登校扱いされていた。一方で勉学は非常に優秀であり、碌に出席していないにも関わらず中間テストでは平均点100点で学年1位を取るほど。生徒会長選挙ではあやめに勝利していたが、めぐり、シェフ子による買収行為が発覚したため当選取り消しとなった。
ピクニック部の面子に対して否定をせず肯定ばかりで返す、プライベートな事情をほとんど明かさないなど他の部員と比較して不自然な行動が見られる。
転勤族であり、幼少期から人間関係を断たれる事を何度も経験したことで将来に希望が持てなくなり、その寂しさを埋める代償行動として日なたぼっこを行なっていた。他者との関係を深めすぎないように無意識に心に壁を作っており、ピクニック部の面子に対して否定をせず肯定ばかりで返すのも、プライベートな事情を話さないようにしていたのもその諦念の表れであった。
しかし、ピクニック部の活動と高校生活の中で高校の皆のことが大切な存在になっていき、卒業生代表答辞で初めて盗作ではない自分の言葉でスピーチをしたことで、自身の心のうちを明かすことができた。
2年1組所属。
小川 めぐり（おがわ めぐり）
新学期早々に風邪で学校を休んだためにぼっちとなるが、木の上から落ちてきたはるに誘われ、共にピクニック同好会を発足した。お金持ち。好きな言葉が資本主義であり、お友達料金を前提として友達を作ろうとする、何度も贈賄を行うなど拝金主義的傾向が強い。毒舌を通り越すほど口が悪く棘のある発言を繰り返すなど、性格の悪さが目立つ。また、自身の成績が良いわけでもないのにはるの成績で委員長にマウントを取る、はるがいない状況下では弱気になったり寂しがったりする、はるとるあのショッピングを尾行して嫉妬のあまり泣いたり、お揃いのストラップを買おうとしているところに強引に割り込むなど、はるに依存している節がある。
幼い頃から病弱であり、学校行事を休みがちであった。周囲を心配させない為に、行事に参加する必要は無いと本心を隠して嘘をつくようになっていった。中学校でも病欠により友達作りに失敗する。グループワークで海外旅行の経験が活き仲のいい友達グループができたが、グループの皆が金欠で遊びを断念しかけた時に奢りを申し出て、以降めぐりばかりが自ら金銭を負担する状況が常態化する。自身は金銭の支払いでしか友達の役に立てず友情を維持できないと思い込むようになっていく。その後めぐりの勘違いから疎遠になっていき、中学では不登校になった（この時点でメッセージアプリで友達グループをブロックしている）。
高校2年の学園祭後、父親が事業に失敗し多額の借金を抱えたことで、学費を払えなくなり退学の危機に陥る。しかし、小学校時代と同じく皆に迷惑をかけまいと本心を隠し、事情すら告げずそっと身を引こうとする。自身の口の悪さを自覚しており、お金すら出せなくなった自分がいても迷惑でしかないと考えていた。しかし、それを伝えた後も尚ピクニック部の皆に引き止められた事で考えを改め始める。
会えなくなる前に思い出を作ろうとはるに提案され、中学時代の友達グループで食べ損ね心残りだったたこ焼きをピクニック部の皆と食べに行く。授業サボりや校則破り、嫉妬や喧嘩も含め高校でやりたかった事がピクニック部の皆のおかげで全部叶ったと告白し、ピクニック部の皆に改めて別れを告げようとする。しかし、はるに何かを言いかけたタイミングで、中学時代の友達グループの皆が駆け付け中断される。改めて彼女らと会話をした事で、疎遠になったきっかけの誤解が解ける。中学時代の友達グループとピクニック部の皆の間でめぐりの人となりについて好意的なやりとりがされた事で、お金以外にも自分の価値はあると気付く。
父親の事業がV字回復し退学の危機が去った後はころりと態度を変え弱った態度から普段の厚かましい態度に戻ったが、皆とまだもっと一緒にいたいと素直に言えるようになる。また、友情の維持にお金に頼る必要はない事を理解し、皆と割り勘でファミレスに行くなど価値観の改善が見られる。
騒動後も口の悪さは相変わらずだが、るあがあやめにバレンタインチョコを渡すのを後押しする、自身も高校生活のお礼を伝えようとはるに太陽型チョコを送るなど性格が穏やかになっている。
2年1組所属。
シェフ子（シェフこ） / 橋倉 せりな（はしくら せりな）
得意のお弁当作りでイソスタグラムではJK☆シェフ子ちゃんとして10万人のフォロワーを誇る人気イソスタグラマー。ピクニック同好会がお弁当写真でバズったのを見て加入した。ピクニック同好会ではお弁当担当。ストレスで頻繁に幼児退行し、他の登場人物からも赤ちゃんとして扱われる。作画上も頭身が縮み赤ちゃんとして描写されているが、物理的に縮んでいるかどうかは話数によって扱いが異なる。橋倉先生の妹で、本名は'橋倉せりな'であるが、姉の橋倉先生含め全員から'シェフ子'と呼ばれており、本名で呼ばれることはない。そのため、シェフ子本人も本名を忘れていた。
料理を始めたきっかけは、共働きによる両親の不在。料理の写真をアップする事でSNSでは人気者になっていくものの、現実では孤独であり学校生活をつまらないと感じていた。しかし、はるにお弁当を褒められ、次の日にピクニック同好会に加入してから次第に学校生活を楽しく感じるようになっていった。
ピクニック同好会の中ではいじられキャラであり不遇な目に遭う事も多いものの、SNSではなく現実で初めて自身の作ったお弁当を褒めてくれたはるや、学校生活を楽しく感じさせてくれたピクニック同好会に恩義を感じている為、料理部に勧誘を受けた時も「ピクニック同好会にいたい」と断っている。
2年1組所属。
赤井 るあ（あかい るあ）
ピクニック同好会研究生。あやめの大ファンで、推しグッズであるうちわを常時携帯している。あやめの等身大パネルのためにピクニック同好会へ入った。
あやめの血液型や好きな言葉などのプロフィールは詳細に把握しているが、中学時代は憧れからうまく話せておらず趣味や楽しみなどのプライベートな情報はほとんど知らなかった。高校でピクニック部と関わってから生徒会に入れてあやめと話せるようになった。
2年1組所属。
藤原 あやめ（ふじわら あやめ）
学級委員長兼生徒会長。学年2位の成績であるものの学年1位のはるに負けていることでめぐりにマウントを取られる、ピクニック同好会の贈賄による選挙不正で生徒会長選挙に負けかけるなど不遇な目に遭うことが多い。皆からは委員長(るあからは会長)と呼ばれている。1年次ははるたちと同じクラスであったが、2年では一人だけ別のクラスになった。
ピクニック同好会により散々な目に遭っているにも関わらず公正に付き合っており、本作で最も良心的な登場人物。特にめぐりからは何度も棘のある発言を受けたにも関わらず退学の危機にも駆け付け、「思ってることを素直に言う」ところを尊敬していると伝えている。
2年2組所属。
橋倉先生 / 橋倉 まどか（はしくら まどか）
はるたちの担任であり、ピクニック同好会顧問。シェフ子の姉である。元走り屋であるため車の運転をすると危険運転を行うことがある。賭博癖があり、部費で勝手に馬券を購入したり、修学旅行の引率中にカジノで負け越す（この時は自費）などの問題行動を起こしている。めぐりの退学の危機にもギャンブルでどうにか出来ないかと一瞬本気で考えた。
橘 セイラ（たちばな セイラ）
日本のポップカルチャーが大好きで、アイドル研究会に入るためにアメリカから来日。しかしアイ研は同好会に格下げされており、部室をかわりに使用していたピクニック同好会と接触する羽目に。 イソスタの人気インフルエンサーであるシェフ子をアイドルの師匠と仰ぎ師事している。1年生。

### その他の登場人物
料理部部員
シェフ子を賭けてピクニック同好会と料理対決をするも敗れる。以後ピクニック同好会の下請けであるピ同イーツとなり、料理の発注を受けている。
アイドル研究部部員
生徒会による監査で部費をソーシャルゲームの課金に使用していたことが発覚。同好会へ格下げとなる。
めぐりの中学時代の友達グループ
学費が払えなくなっためぐりが遠くに引っ越すと聞き全員駆けつける。中学で疎遠になったのはめぐりの勘違いによるものだった。

## 書誌情報
- みくるん『はなまるスキップ』芳文社〈まんがタイムKRコミックス〉、全2巻
  1. 2021年5月27日発売[3][4]、ISBN 978-4-8322-7279-8
  2. 2022年7月27日発売[5]、ISBN 978-4-8322-7383-2